# Kirchnüchel
Kirchnüchel là một đô thị thuộc huyện Plön, bang Schleswig-Holstein, Đức.